# هربرت باركر هانغرفورد
هربرت باركر هانغرفورد (بالإنجليزية: Herbert B. Hungerford)‏ هو عالم حشرات وأستاذ جامعي أمريكي، ولد في 30 أغسطس 1885 في ماهاسكا في الولايات المتحدة، وتوفي في 13 مايو 1963 في لورانس في الولايات المتحدة.